# Воукс, Кристофер
Кристофер Воукс (англ. Christopher Vokes; 13 апреля 1904, Арма — 27 марта 1985, Оквилл) — канадский военный ирландского происхождения, генерал-майор.

## Семья
Кристофер Воукс родился 13 апреля 1904 года в городе Арма (Ирландия) в семье британского офицера. В 1910 году родители Криса эмигрировали в Канаду. Его отец преподавал в Королевском военном колледже, готовившем командный состав для вооружённых сил страны.

## Биография

### Образование и служба
В 1921—1925 годах Воукс проходил обучение в Королевском военном колледже Канады и был выпущен в качестве офицера инженерных войск. В 1927 году он окончил университет Макгилла в Монреале, а в середине 1930-х обучался в Штабном колледже в Кемберли (Великобритания).
После окончания Королевского колледжа Воукс начал службу в инженерных частях канадской армии. В 1939 году был причислен к Генеральному штабу. Воукс занимал различные посты в штабе 1-й канадской дивизии, около года командовал Канадским лёгким пехотным принцессы Патрисии полком.

### Участие во Второй мировой войне
В 1942 году — командир 2-й канадской пехотной бригады, принимавшей участие в высадке на Сицилию.
В сентябре 1943 года происходит высадка бригады в Италии, в ноябре Воукс назначен командиром 1-й канадской пехотной дивизии. С 1944 года — командующий 4-й канадской бронетанковой дивизией в Северо-Западной Европе. Участвовал в боях в Северной Германии. 14 апреля 1944 года он отдал приказ сжечь город Фризойте в качестве мести за убийство канадского офицера (предполагалось, что офицер был убит жителем города, тогда как на самом деле он был убит германским солдатом в бою).
В 1945—1946 годах командовал канадскими оккупационными войсками в Германии.

### Послевоенная деятельность
С 1946 года Воукс возглавляет Центральное, затем Западное командование. В 1959 году выходит в отставку.
Воукс умер в 1985 году, нзадолго до смерти выпустив книгу мемуаров «My Story».